# Ендоскопічна хірургія

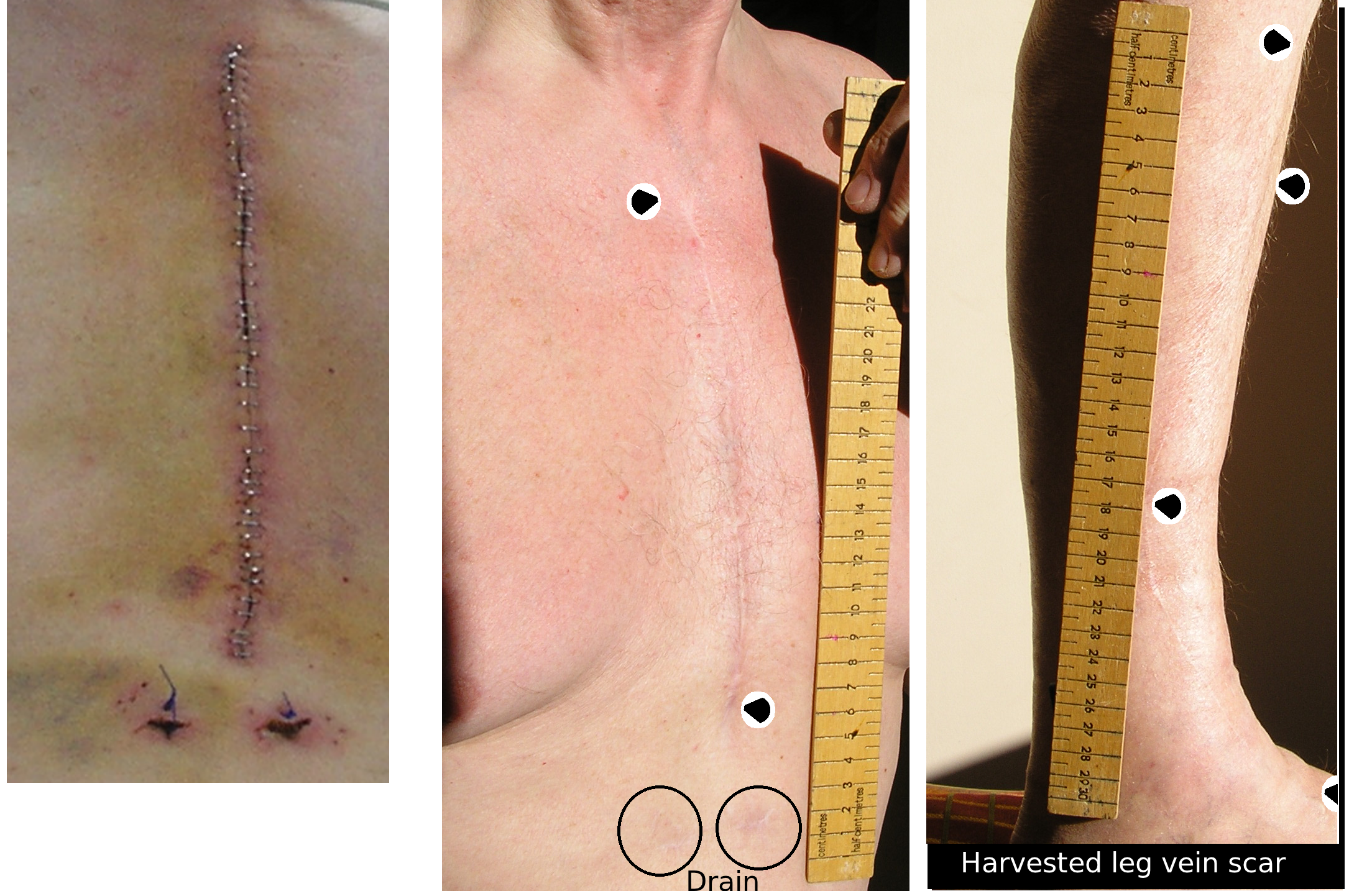
Ліворуч: Перше фото - вигляд класичної післяопераційної рани на грудній клітині, 3-й день. Середнє фото: вигляд післяопераційного рубця по закінченні 2-х років. Праворуч: дрібні рубці на нозі від ендоскопічного виділення вени.

Ендоскопічна хірургія — напрям мініінвазивної хірургії, що дозволяє виконувати радикальні операції чи інвазивні діагностичні процедури без широкого розтину покривів через точкові проколи тканин (лапароскопічні, торакоскопічні, риноскопічні, артроскопічні операції), або через природні фізіологічні отвори (при фіброезофагогастродуоденоскопії, колоноскопії, бронхоскопії, цистоскопії та ін.) за допомогою ендоскопічного обладнання. Ендоскопічна хірургія охоплює аспекти оперативних втручань такі, як: інтервенційна ендоскопія[джерело?], ультразвук[джерело?] та інші методики в гастроентерології, акушерстві, гінекології, урології, травматології, ортопедії, торакальній та дитячій хірургії.

## Історія
Історія ендоскопії, як базису лапароскопічної хірургії,  починається ще в стародавні часи. Так у 1650-1553 роки до н.е. був знайдений рукопис, що належав стародавньому автору Smith, так званий папірус Сміта(англ. Smith Papyrus), де описані такі урологічні процедури, як випорожнення загаченого сечового міхура. Виявлено навіть специфічний для гінекології рукопис, який називається гінекологічним папірусом Кахуна (англ. Kahun gynaecological papyrus).
Відома підтвердженою практикою історія розвитку ендохірургії сягає ще ХІХ століття. «Сучасні» хірургічні ендоскопи були вперше розроблені на початку 1800-х років, а холецистотомію вперше було проведено в Індіанаполісі, штат Індіана, доктором Джоном С. Боббсом. У 1937 році Янош Верес з Угорщини розробив безпечну і забезпечену пружинним обтюратором голку для накладення пневмотораксу. Після проходження голки в порожнину обтюратор, «вистрибуючи», прикриває вістря голки і попереджає випадкову перфорацію або пошкодження внутрішніх органів. В даний час голку Вереса повсюдно застосовують для введення повітря (або вуглекислого газу) в черевну порожнину, зокрема в піддіафрагмовий простір (пневмоперитонеум).
У 1947 році Рауль Палмер висунув принцип контролю внутрішньочеревного тиску при інсуфляціі, а німецький гінеколог та інженер, професор Курт Земм розробив для цієї мети автоматичний інсуфлятор. Земм став одним з найпродуктивніших клініцистів і розробників у галузі лапароскопії. У 60-х роках Земм замінив 78% відкритих гінекологічних операцій лапароскопічними із загальною частотою ускладнень, тим самим продемонструвавши безпеку та ефективність лапароскопії.
У в кінці 60-х на початку 70-х років з'явилися лідери, які сприяли розвитку ендохірургіі, особливо в гінекології. Незважаючи на блискучі результати окремих хірургічних центрів, методам лапароскопії не вдавалося завоювати міцні позицій в практиці загальних хірургів. Лапароскопія, проте тимчасово втратила популярність коли була вдосконалена КТ і стали загальнодоступними біопсії, які виконувалися за допомогою УЗД.
У СРСР ендоскопічна діагностика набула поширення в 70-80 роках. У першу чергу це стосувалось невідкладної лапароскопії при гострих хірургічних захворюваннях. Розвивалися не тільки діагностична, але й лікувальна лапароскопія: лапароскопічні санація і дренування черевної порожнини, динамічна лапароскопія, різні види органостомій. Особливу увагу приділяли проблемі лікування гострого холециститу та механічної жовтяниці.
У 1977 році Де Кок почав виконувати апендектомії з частковою лапароскопічною підтримкою. Застосування лапароскопії при обстеженні молодих жінок, які надходили з підозрою на гострий апендицит, знизило частоту видалення незмінних червоподібних відростків на 50%. У 1986 році Уоршоу застосував лапароскопію для визначення стадій раку підшлункової залози. Точність діагностики сягала 93%.
Революція в ендоскопічній техніці сталася в 1987 році, коли група японських інженерів сконструювала матрицю, що дозволяла трансформувати відеосигнал для передачі на монітор. Це започаткувало виконання радикальних хірургічних втручань, завдяки поліпшенню якості зображення, його збільшенню в 30-40 разів та за підтримки асистентів. У 1987 році французький хірург з Ліона Філіп Муре вперше успішно виконав лапароскопічну холецистектомію. Трохи пізніше таку ж операцію зробили американські хірурги МакКерман і Сай (1988). Ендохірургічна техніка за кілька місяців кардинально змінила принципи лікування жовчнокам'яної хвороби.
З початку 90-х років почалося стрімке поширення ендохірургіі в усьому світі, досягнутий прорив: ендоскопія була включена в хірургічне мислення. На сьогоднішній день цим підходом виконується 90 % операцій при жовчнокам'яній хворобі та патології жіночих статевих органів. Стрімко розвивається оперативна торакоскопія, лапароскопічні операції на товстій кишці і шлунку, при грижах і в судинній хірургії. У середині 90-х років лапароскопічні втручання набули популярності і стали повсякденними.
Розвиток ендоскопічної хірургії дозволяє виконувати лобектомії з мінімальною травматизацією для пацієнта, та проводити реабілітацію пацієнтів в найкоротші терміни.